# Wehmerhorster Bach
Der Wehmerhorster Bach ist ein linker Nebenfluss der Schierenbeke in Rödinghausen im Kreis Herford, Nordrhein-Westfalen. Von der örtlichen Bevölkerung wird er im Ränkhiuser Platt, einer Variante des Ravensberger Platt, Biäke genannt, hochdeutsch: "Bach".
Der Wehmerhorster Bach entspringt südwestlich des Maschbergs im Wiehengebirge auf einer Quellhöhe von 156 m ü. NN. Der Bach hat eine Gesamtlänge von 1,5 km und fließt in südöstlicher Richtung vom Wiehengebirge weg. Er mündet bei Schierenbeke-Bachkilometer 0,8 auf einer Höhe von rund 90 m ü. NN in die Schierenbecke. Auf seinem Weg fließt er durch das naturnahe Wehmerhorster Wiesental, das als Naturschutzgebiet ausgewiesen ist.
Das Naturschutzgebiet Wehmerhorster Wiesental entlang des Wehmerhorster Baches und der kleinen Nebentäler hat eine Größe von etwa 19 ha. Geschützt werden im Oberlauf vor allem die wiesenartige Aue in naturnahem Zustand sowie im Unterlauf das für das Ravensberger Land so typische Siektal. Das Auengrünland des Unterlaufes ist als blütenreiches Feucht- oder Nassgrünland ausgebildet. Der Oberlauf weist wertvolle Feldgehölze und Waldbestände, insbesondere Buchenbestände, auf.

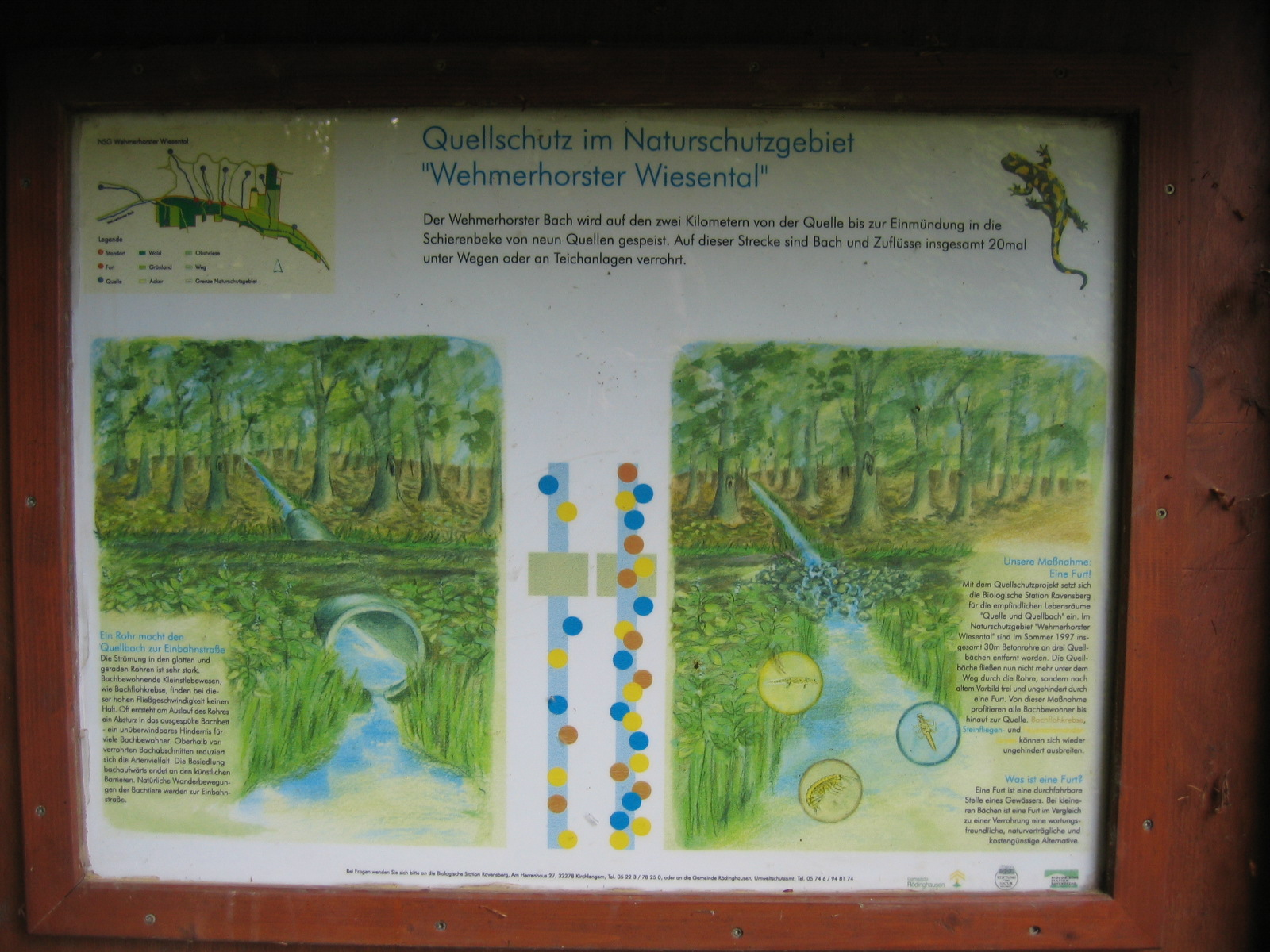
Hinweistafel
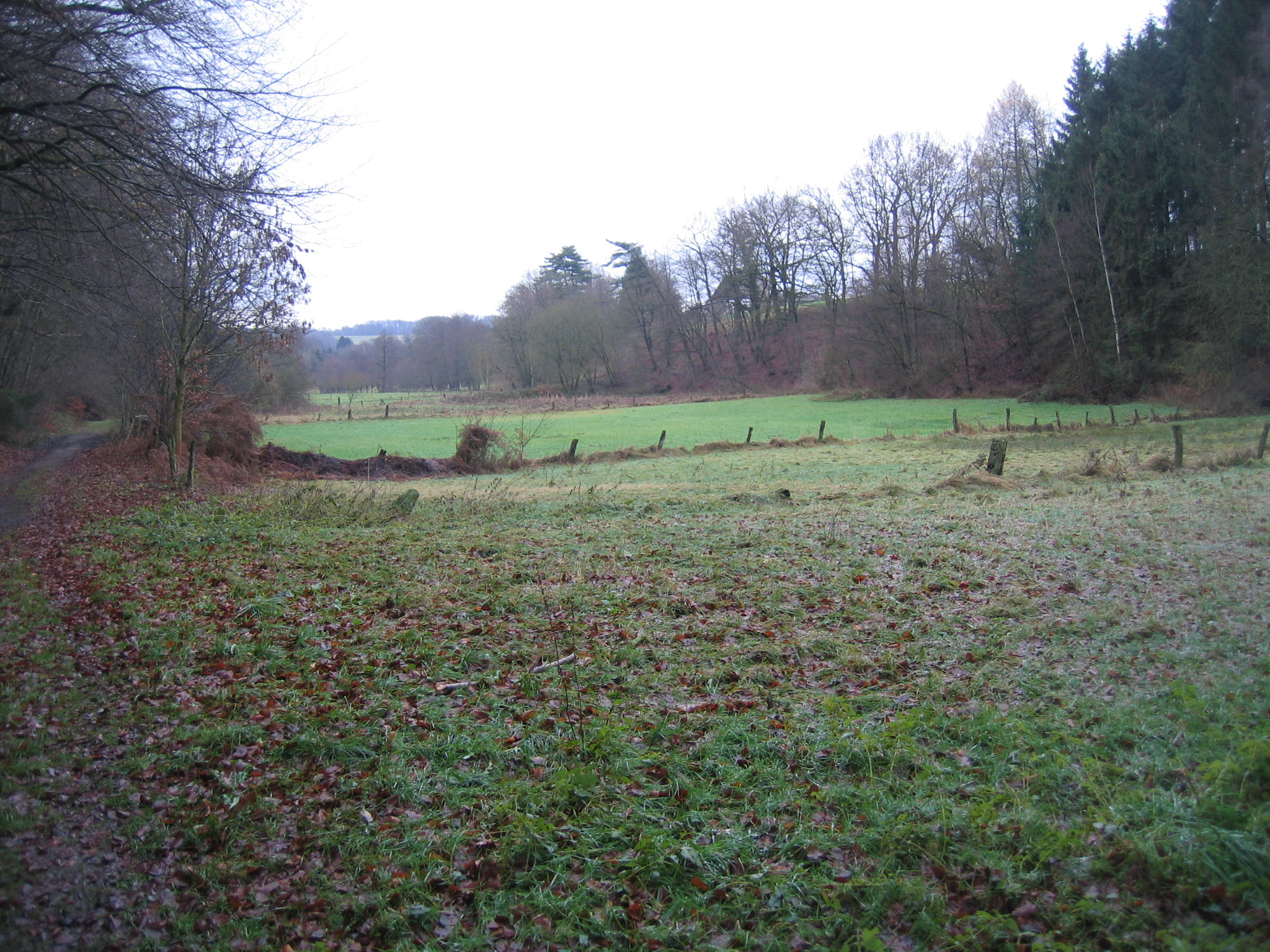
Das Wiesental